# 柏谷悦章
柏谷 悦章（かしわや よしあき） は、日本の金属工学者。京都大学大学院エネルギー科学研究科教授。

## 人物・経歴
北海道大学大学院工学研究科金属工学専攻修士課程修了。博士（工学）。北海道大学工学部助手、北海道大学工学部講師、北海道大学大学院工学研究科准教授、京都大学大学院エネルギー科学研究科准教授を経て、2020年京都大学大学院エネルギー科学研究科教授。
2010年在家禅会人間禅入会。「絶学」の道号を授与される。

## 受賞
- 2001年 日本鉄鋼協会俵論文賞[4]
- 2001年 日本鉄鋼協会西山記念賞[4]
- 2003年 日本金属学会材料化学部門功績賞[4]
- 2010年 日本鉄鋼協会山岡賞[4]
- 2010年 日本鉄鋼協会山岡賞[4]
- 2012年 日本鉄鋼協会澤村論文賞[4]
- 2012年 日本鉄鋼協会山岡賞[4]
- 2012年 日本鉄鋼協会集委員会 Best Reviewer 感謝状[4]
- 2013年 日本鉄鋼協会山岡賞[4]
- 2021年 日本鉄鋼協会澤村論文賞[4]
- 2022年 日本鉄鋼協会学術功績賞[4]